# Enluminure paléo-chrétienne
L'Enluminure paléo-chrétienne présente les premiers manuscrits chrétiens décorés d'ornements et de miniatures, à la fin de l'Antiquité et au début de l'époque byzantine. D'une grande rareté, certains de ces codex ne sont connus que par des copies qui en ont été faites à une époque ultérieure. Les formes témoignent du passage d'un art monumental (le bas-relief) à la peinture sur parchemin qui éclot dans l'enluminure insulaire et dans l'enluminure mérovingienne.

## Quelques manuscrits célèbres

### L’Itala de Quedlinbourg

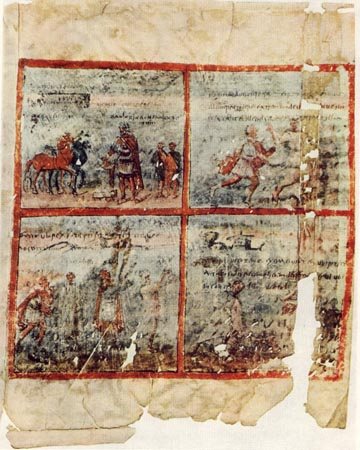
Feuillet de l’Itala de Quedlinbourg (Ve siècle)

Le plus ancien manuscrit enluminé romain est l’Itala de Quedlinbourg qui date du Ve siècle. Les miniatures s'inscrivent dans des cadres carrés ou rectangulaires, assez grossièrement tracés, qui occupent la totalité de la page à laquelle ils confèrent un « effet de fenêtre ». Les formes des personnages et des chevaux rappellent celles que l'on trouve sur les bas-reliefs romains.
Par chance, à la suite de l'arrachage des pages, la peinture s'est écaillée par endroits, et l'on a pu découvrir que des indications précises étaient données à l'intention du peintre: « Faites un prophète avec une cithare, un autre avec une flûte double, un troisième avec une cymbale, et puis Saül et son jeune serviteur prophétisant aussi avec le psalmodium ». Plus tard, aux époques romane et gothique, les indications seront données par des esquisses dessinées hâtivement.

### La Bible de LéonIer
Bien qu'ayant disparu, d'autres œuvres de cette période nous sont connues par les copies qui en ont été faites. Il en est ainsi de la grande Bible de Léon Ier . Au IXe siècle les miniaturistes de l'École de Tours ont pris modèle sur les enluminures de cette Bible.
Au VIe siècle la littérature profane n'est pratiquement plus représentée dans les manuscrits enluminés. Les livres sont destinés à l'usage presque exclusif des gens d'Église. De nouvelles mises en pages apparaissent, - notamment les pleines pages avec des colonnes en plein cintre entre lesquelles sont disposés les canons de concordance des Évangiles, établis par Eusèbe de Césarée.

### L’Évangéliaire de saint Augustin
En 596, le pape Grégoire le Grand envoie Augustin de Cantorbéry évangéliser les Anglo-Saxons. Il lui confie un exemplaire des Évangiles dont les peintures influencent les artistes de l'École de Canterbury au VIIIe siècle.

### LePentateuqued'Ashburnham
Il faut enfin mentionner un manuscrit extrêmement curieux: le Pentateuque de Tours dit Pentateuque d'Ashburnham . Le manuscrit a probablement été réalisé en Afrique du Nord, au VIIe siècle dans un atelier qui n'avait pas encore subi l'influence arabe. Il reste, de ce qui fut une Bible, 19 enluminures en pleine page représentant des scènes depuis la création du monde jusqu'à la sortie d'Égypte des Hébreux conduits par Moïse.
Ces peintures ont intrigué des spécialistes dans la mesure où l'on peut observer des analogies indubitables avec celles des Beatus. On peut voir, par exemple, au folio 6 un fond de page fait de trois larges bandes horizontales colorées, comme on en trouve dans les manuscrits mozarabes. Au folio 9, la représentation du Déluge est structurée comme certaines que l'on peut voir dans les Beatus. C'est ce qui a pu même faire penser que l'ouvrage avait été enluminé dans le Sud de l'Espagne.
D'autres pages se présentent comme des "éclatés" d'édifices, dans lesquels se déroulent des scènes d'intérieur ou d'extérieur (par exemple au folio 25). Les enluminures comportent une profusion de personnages, d'animaux et de plantes. Ce manuscrit est remarquable en ce qu'il fourmille d'images qui sont autant de témoignages sur la vie quotidienne d'un monde dont nous ne savons plus que fort peu de choses: activités culinaires, construction d'édifices, travaux des champs, naissances et enterrements, élevage, etc.

« La civilisation que reflètent les miniatures de cette Bible a totalement disparu et nous ne disposons actuellement d'aucun point de repère nous permettant de la situer à partir d'autres œuvres de la même époque. Elle ressemble à quelque Atlantide dont seul un manuscrit enluminé que le hasard nous a fait parvenir laisse subsister le mirage »

— Carl Nordenfalk
.
La faune et la flore sont celles de régions proches des déserts, et renforcent les hypothèses sur l'origine géographique de l'œuvre, sans permettre de trancher de façon définitive.